# Москва (бассейн)
 «Москва́»  — самый большой открытый плавательный бассейн в СССР и один из крупнейших[уточнить] в мире. Был построен в 1958—1960 годах по проекту архитектора Дмитрия Чечулина на месте взорванного в 1931-м храма Христа Спасителя и на фундаменте недостроенного Дворца Советов. Располагался на берегу Москвы-реки по адресу Кропоткинская набережная, 37. Диаметр водной поверхности составлял 130 метров, объём вмещаемой воды — порядка 25 тысяч м³. Бассейн был закрыт 15 сентября 1994 года, а на его месте вновь построили храм.

## История

### Предыстория

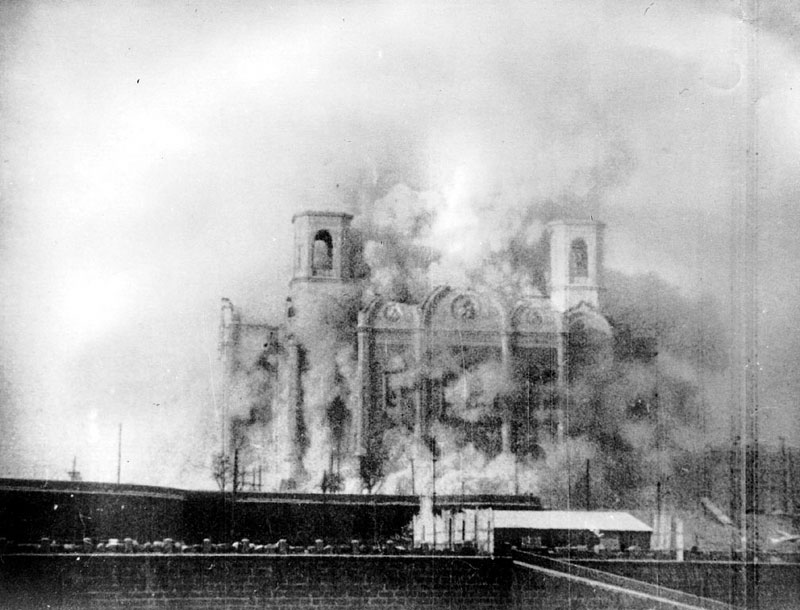
Взрыв храма Христа Спасителя, 1931 год

Историческая местность Черторье (или Чертолье) вокруг современной Пречистенки известна с XIV века и получила своё название от ручья Черторый. Изначальный Храм Христа Спасителя по проекту архитектора Константина Тона, на месте которого был устроен бассейн, освятили в 1883 году, потратив на возведение более 40 лет. До храма этот участок также издавна занимали религиозные сооружения. В XVI веке здесь располагался Алексеевский женский монастырь, построенный вместо сгоревшего при пожаре 1547 года Зачатьевского. Алексеевский монастырь пострадал во время Смуты и был заново восстановлен в 1625-м. Через девять лет обитель получила новый двухшатровый храм, освящённый во имя Преображения Господня. В 1837—1838-х годах по приказу Николая I монастырь был переведён в Красное Село, где назывался Ново-Алексеевским, а все его постройки разобраны.
Храм Христа Спасителя подлежал сносу согласно постановлению Политбюро от 1931 года. На его месте предполагалось возвести Дворец Советов — центр новой Москвы и самое высокое здание в мире, идею строительства которого озвучили ещё в 1922 году. Решение о строительстве Дворца Советов принимал лично генсек ЦК ВКП(б) Иосиф Сталин. Храм был взорван 5 декабря 1931 года, и на следующий год начались строительные работы. К 1939-му фундамент Дворца Советов был завершён, но стройку заморозили из-за начала Великой Отечественной войны. В 1941—1942 годах металлические конструкции, предназначавшиеся для здания, были использованы при обороне Москвы. После войны стройка не возобновлялась и оставалась заброшенной до конца 1950-х.

### Строительство бассейна

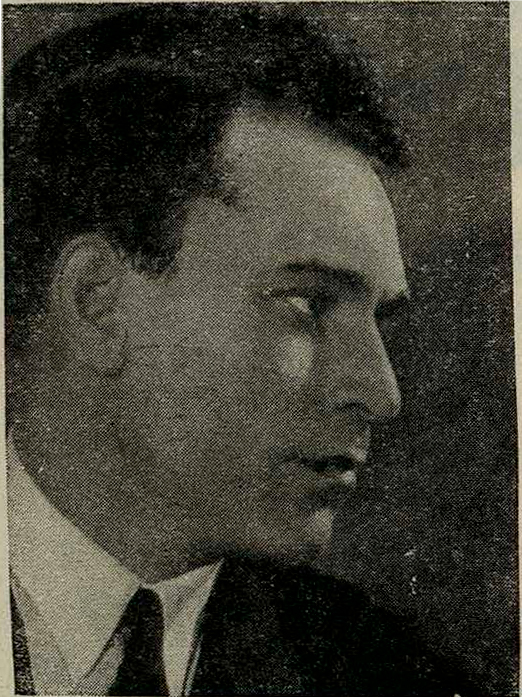
Архитектор Дмитрий Чечулин

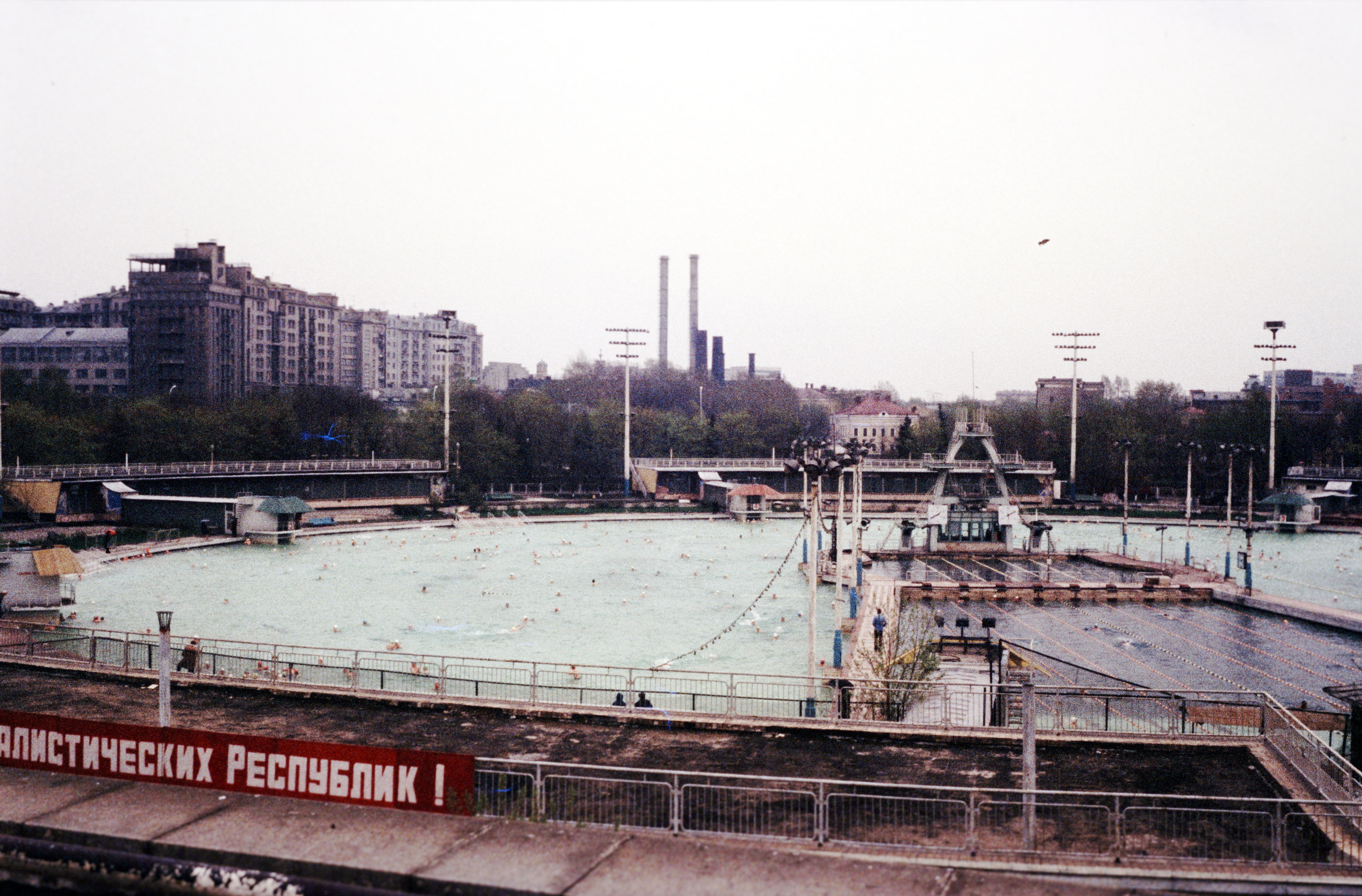
Бассейн «Москва», 1980 год

По распространённой версии, идея устройства бассейна на месте заброшенного котлована Дворца Советов принадлежала первому секретарю партии Никите Хрущёву. Оставшиеся стальные конструкции и бетонный фундамент гигантского здания часто наполнялись водой и напоминали болото в центре Москвы. Разработать проект застройки было поручено архитектору Дмитрию Чечулину. В соавторстве с архитекторами В. Лукьяновым и Н. Молоковым он спроектировал открытый круглогодичный бассейн, строительство которого началось в 1958 году. Перед строителями стояла задача максимально использовать сохранившийся фундамент, потому бассейн поместили внутрь бетонного кольца, предназначавшегося для основания Большого зала дворца. Этим обусловлена необычная для плавательных бассейнов круглая форма и огромный размер объекта.
На момент строительства «Москвы» в столице было «два первоклассных зимних плавательных бассейна. Один — в Пролетарском районе, другой — в Сталинском. В бассейнах зимой такое оживление, какое бывает обычно летом на водных станциях». Первый в СССР открытый бассейн с подогревом работал с лета 1957 года в Турчаниновом переулке и назывался изначально «Москва», а после строительства объекта на Кропоткинской это название перешло к новому бассейну, а первый стал называться «Открытый бассейн № 2», позднее — «Чайка».
Открытие круглогодичного бассейна «Москва» состоялось 16 июля 1960 года. На тот момент это был самый большой плавательный бассейн в СССР и один из крупнейших в мире. Реализованный проект отличался размерами и точностью инженерных разработок. Уникальное сооружение не раз посещали известные люди и главы иностранных государств. В ноябре 1960 года в «Москве» побывал представитель правительственной делегации Кубы Эрнесто Че Гевара, а в мае 1962-го — президент Мали Модибо Кейта.
Строительство бассейна вызвало неоднозначную реакцию московской общественности, расхожим стало ироническое выражение «Сперва был храм, потом — хлам, а теперь — срам».

### Закрытие
В апреле 1988 года в Москве появилось общественное движение за восстановление храма Христа Спасителя. В сентябре 1989 года было принято решение о его реконструкции на прежнем месте, а через год рядом с бассейном установили закладной камень. С началом 1990-х поддержание огромного рекреационного объекта стало дорогим и нерентабельным. В 1991 году бассейн «Москва» прекратил свою работу и оказался заброшенным на три года. В 1994-м резервуар и постройки разобрали, а 7 января 1995 года заложили фундамент храма.
Снос уникального объекта вызвал широкий резонанс. Художники Андрей Великанов и Марат Ким 27 мая 1994 года провели в пустом бассейне художественную акцию, в которой приняли участие представители общественности и деятели культуры.

## Описание

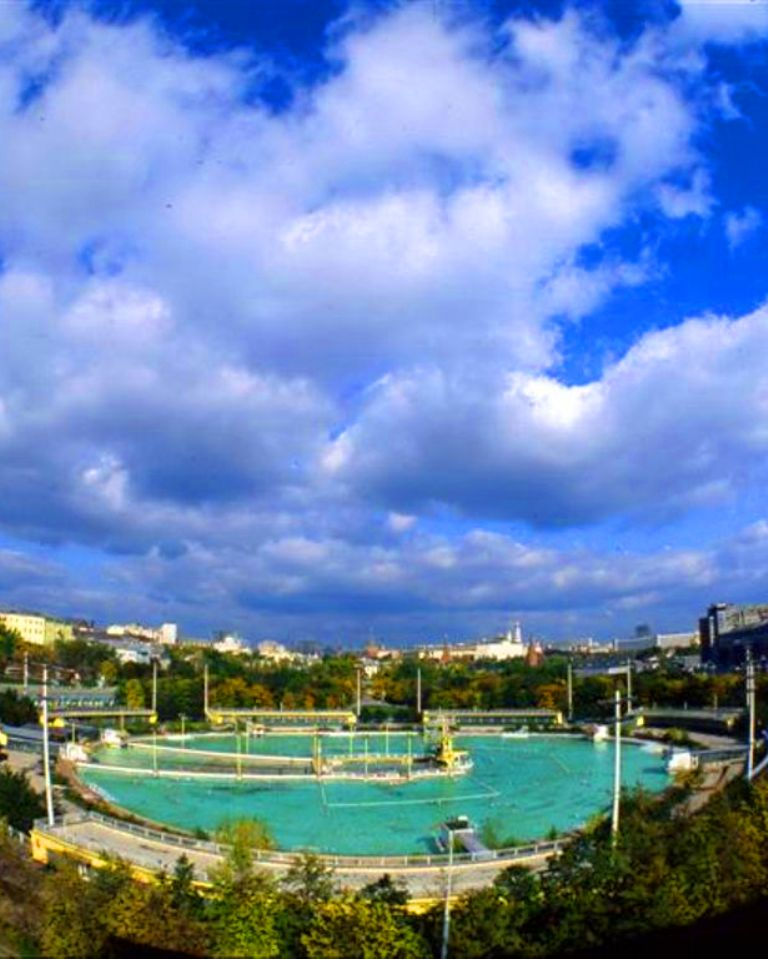
Бассейн «Москва», 1980 год

Бассейн «Москва» представлял собой искусственное гидротехническое сооружение круглой формы. Диаметр водной поверхности составлял 130 м, площадь — 13 тысяч м², объём вмещаемой воды — 25 тысяч м³. Пропускная способность бассейна была огромной: в день он мог принять до 20 тысяч посетителей, а в год их число доходило до трёх миллионов. За первые десять лет работы бассейн посетило порядка 24 миллионов человек.
Бассейн работал круглогодично, принимая посетителей даже при температуре до −20 °C. Температура воды регулировалась с помощью системы искусственного подогрева и не опускалась ниже 18° и 22° в летний и зимний периоды соответственно. В холодные сезоны вода прогревалась до 32-34°. По соображениям безопасности, использование бассейна при температуре ниже −20° не допускалось — плотный густой пар над поверхностью воды затруднял наблюдение за пловцами и работу спасателей. Существует версия, что огромная площадь испарения водной поверхности была причиной коррозии соседних зданий. В частности, от сотрудников Пушкинского музея поступали жалобы, что расположение открытого бассейна негативно сказывается на сохранности экспонатов.
Я вырос в Перово, и «Москва» — это самые прекрасные годы моего отрочества. Тогда мы понимали лишь одно: в самом центре Москвы есть потрясающе таинственное место, над которым в мороз висит пар, и куда так сложно попасть. Представьте: тёмная Москва, освещенный прожекторами бассейн, пар над водой, на голове сосульки, а с «Красного Октября» доносится запах карамели и шоколада. Но я не скучаю по бассейну. Просто не могу вычеркнуть из своей жизни важное детское воспоминание.Протоиерей Алексей Уминский
Вода поступала в бассейн из городского водопровода и нагревалась в бойлерной. Перед подачей её пропускали через фильтры и хлорировали. В учреждении функционировала специальная лаборатория, регулярно проверявшая качество воды. Проверки также проводила санэпидемстанция.
Акватория бассейна смешанного типа разделялась на участки для свободного плавания и тренировок, а его основной задачей было «массовое оздоровительное купание и отдых». На базе учреждения действовали группы лечебного и оздоровительного плавания для детей и взрослых, группы по синхронному плаванию и водному поло. Для тренировок был оборудован спортивный сектор с отдельным входом. Чаша для спортивного плавания была разделена на восемь дорожек, а в центре установили 10-метровую вышку для ныряния с возможностью прыгать с разной высоты. Комплекс также имел баню с сауной.
Проект открытого плавательного бассейна предусматривал озеленение и благоустройство прилегающей к нему территории. Водный резервуар был окружён пляжем шириной 11 метров с насыпью из морского гравия. Здесь были расположены пять детских мелких бассейнов, стояли скамейки и росли деревья. Рядом с пляжем находились павильоны с кассами, гардеробом, буфетом, которые могли вместить две тысячи человек одновременно. В них продавали и выдавали напрокат купальные принадлежности. Зимой выходы из бассейна соединялись с павильонами специальными коридорами. Изначально глубина бассейна достигала четырёх метров, однако из-за участившихся несчастных случаев дно чаши залили бетоном, приподняв до уровня 1,85 м.
По воспоминаниям посетителей вход в бассейн стоил полтора рубля, продавались также месячные абонементы и абонементы «выходного дня», по которым посещение обходилось дешевле.
Бассейн был включён в систему гражданской обороны Москвы, во время чрезвычайных происшествий в нём должен был действовать пункт обеззараживания.